# ロドラX
『ロドラX』（英語: Rhodora X）は、フィリピンのテレビドラマ。GMAネットワークで2014年1月27日から5月30日まで放送された。

## 登場人物
ロドラ・フェレール・バスケス / ベイビー / ロクサーヌ / ロウェナ
演：ジェニーリン・メルカード
ホアキン・バスケス
演：マーク・ヘラス
アンヘラ・フェレール・アキノ
演：ヤスミエン・クルディ
ニコ・レデスマ
演：マーク・アンソニー・フェルナンデス